# Сорока Микола Олексійович
Микола Олексійович Сорока (5 квітня 1935, Стецівка, Звенигородський район, Київська (нині Черкаська) область — 7 грудня 2017, Київ)  — український журналіст, науковець і поет, кандидат філологічних наук, заслужений працівник культури України.

## Життєпис
Народився 5 квітня 1935 р. на Черкащині. Після семирічки закінчив Київський Київський суднобудівельний технікум. Працював у Центральному конструкторському бюро київського заводу «Ленінська кузня». Служив на Чорноморському флоті. Закінчив факультет журналістики Київського державного університету ім. Т. Г. Шевченка.
З 1964 року на журналістській роботі. З 1964 по 1992 рр. — головний редактор науково-популярного часопису «Наука-фантастика» («Знання та праця»). З 1992 по 1995 рр. — директор видавничо — поліграфічного центру «Київський Університет». З 1995 по 2001 рр. — доцент кафедри журналістської майстерності та редакційно- видавничої справи Інституту журналістики Київського національного університету ім. Т. Г. Шевченка. З 2001 по 2002 рр. — оглядач газети «Урядовий кур'єр».
Сорока М. О. — кандидат філологічних наук, доцент, член Національної спілки письменників України.

## Друковані твори
У доробку Сороки М. О. книжки нарисів «Поет німого числа» (1967), «Арабський триптих» (1970); художніх оповідей про математику (у співавторстві) «Дорогами Унікурсалії» (1977), «Кентаври України» (2003); біографічні романи: «Остроградський» (1980), «Михайло Кравчук» (1985), «Колимська теорема Кравчука» (1991), повість «Ще одна весна» (опубл. 2016). Сорока М. О. упорядкував антологію української поезії другої половини XX ст. — «Відлуння поколінь» (2001), «Віщий гомін» (2003). В телевізійній документалістиці він є автором сценаріїв документальних фільмів: «Голгофа академіка Кравчука» (2004), «Архип Люлька» (2008), редактором «Соловки» (2005), «Сандармох» (2006), автором ідеї фільму «Григір Тютюнник. Доля» (2014).

## Нагороди
Сорока М. О. — «Заслужений працівник культури України» (1969), нагороджений орденом «Дружби народів» (1981), Почесною Грамотою Президії Верховної Ради Української РСР (1979) та урядовими медалями.
Колегія Держкомтелерадіо підтримала клопотання ТОВ "Редакція журналу «Дивосвіт» щодо призначення довічної державної стипендії видатного діяча інформаційної галузі України Миколі Олексійовичу Сороці.